# Grand Prix Monako 1970
Grand Prix Monako 1970 (oryg. Grand Prix Automobile de Monaco) – trzecia runda Mistrzostw Świata Formuły 1 w sezonie 1970, która odbyła się 10 maja 1970, po raz 17. na torze Circuit de Monaco.
28. Grand Prix Monako, 17. zaliczane do Mistrzostw Świata Formuły 1.

## Klasyfikacja
| Legenda oznaczeń w tabelach wyników Wyświetl szablon na nowej stronie | Legenda oznaczeń w tabelach wyników Wyświetl szablon na nowej stronie                                                                     |
| Oznaczenie                                                            | Wyjaśnienie |
| --------------------------------------------------------------------- | --- |
| Złoty                                                                 | Zwycięzca lub mistrzostwo |
| Srebrny                                                               | 2. miejsce lub wicemistrzostwo |
| Brązowy                                                               | 3. miejsce lub II wicemistrzostwo |
| Zielony                                                               | Ukończył, punktował (w klasyfikacji generalnej, gdy zdobył co najmniej jeden punkt na przestrzeni sezonu, poza trzema powyższymi opcjami) |
| Niebieski                                                             | Ukończył, nie punktował (w klasyfikacji generalnej, gdy nie zdobył co najmniej jednego punktu na przestrzeni sezonu)                      |
| Czerwony                                                              | Nie zakwalifikował się (NZ) |
| Czerwony                                                              | Nie prekwalifikował się (NPK) |
| Różowy                                                                | Nie ukończył (NU) |
| Różowy                                                                | Niesklasyfikowany (NS) (w klasyfikacji generalnej, gdy nie został sklasyfikowany w żadnym wyścigu sezonu)                                 |
| Czarny                                                                | Zdyskwalifikowany (DK) |
| Czarny                                                                | Wykluczony (WYK/EX) |
| Biały                                                                 | Nie wystartował (NW) |
| Biały                                                                 | Kontuzjowany (K/INJ) |
| Biały                                                                 | Wyścig odwołany (OD/C) |
| Bez koloru                                                            | Został wycofany (WYC/WD) |
| Bez koloru                                                            | Nie przybył (NP/DNA) |
| Bez koloru                                                            | Nie brał udziału w treningach (NT/DNP) |
| Bez koloru                                                            | Nie został zgłoszony (–) |
| Pogrubienie                                                           | Start z pole position |
| Kursywa                                                               | Najszybsze okrążenie wyścigu |
| †                                                                     | Nie ukończył, ale jego rezultat został zaliczony ze względu na przejechanie więcej niż 90% dystansu wyścigu.                              |
| *                                                                     | Sezon w trakcie |
| 1/2/3                                                                 | Punktowana pozycja w sprincie kwalifikacyjnym                                                                                             |
| Lista systemów punktacji Formuły 1                                    | |

| Pos | No | Kierowca             | Konstruktor        | Okrążeń | Czas/powód NU      | Poz. Start. | Punktów |
| --- | -- | -------------------- | ------------------ | ------- | ------------------ | ----------- | ------- |
| 1   | 3  | Jochen Rindt         | Lotus-Ford         | 80      | 1:54:37.4          | 8           | 9       |
| 2   | 5  | Jack Brabham         | Brabham-Ford       | 80      | 23.1               | 4           | 6       |
| 3   | 9  | Henri Pescarolo      | Matra              | 80      | 51.4               | 7           | 4       |
| 4   | 11 | Denny Hulme          | McLaren-Ford       | 80      | + 1:28.3           | 3           | 3       |
| 5   | 1  | Graham Hill          | Lotus-Ford         | 79      | + 1 okrążenie      | 16          | 2       |
| 6   | 17 | Pedro Rodríguez      | BRM                | 78      | + 2 okrążenia      | 15          | 1       |
| 7   | 23 | Ronnie Peterson      | March-Ford         | 78      | + 2 okrążenia      | 12          |         |
| 8   | 19 | Jo Siffert           | March-Ford         | 76      | Brak paliwa        | 11          |         |
| NU  | 28 | Chris Amon           | March-Ford         | 60      | Zawieszenie        | 2           |         |
| NS  | 24 | Piers Courage        | De Tomaso-Ford     | 58      | Nie sklasyfikowany | 9           |         |
| NU  | 21 | Jackie Stewart       | March-Ford         | 57      | Silnik             | 1           |         |
| NU  | 16 | Jackie Oliver        | BRM                | 42      | Silnik             | 14          |         |
| NU  | 8  | Jean-Pierre Beltoise | Matra              | 21      | Różne              | 6           |         |
| NU  | 12 | Bruce McLaren        | McLaren-Ford       | 19      | Zawieszenie        | 10          |         |
| NU  | 14 | John Surtees         | McLaren-Ford       | 14      | Ciśnienie oleju    | 13          |         |
| NU  | 26 | Jacky Ickx           | Ferrari            | 11      | Wał prz. napędu    | 5           |         |
| NZ  | 10 | Andrea de Adamich    | McLaren-Alfa Romeo |         |                    |             |         |
| NZ  | 6  | Rolf Stommelen       | Brabham-Ford       |         |                    |             |         |
| NZ  | 15 | George Eaton         | BRM                |         |                    |             |         |
| NZ  | 2  | John Miles           | Lotus-Ford         |         |                    |             |         |
| NZ  | 20 | Johnny Servoz-Gavin  | March-Ford         |         |                    |             |         |